# Werner Marcks
Werner Marcks (Magdeburgo, 17 luglio 1896 – Wedel, 28 luglio 1967) è stato un generale tedesco della Wehrmacht durante la seconda guerra mondiale; venne decorato con la Croce di Cavaliere della Croce di Ferro.

## Biografia
Ufficiale durante la prima guerra mondiale, il 1º agosto 1914 intraprese la carriera militare e dal luglio del 1915 venne promosso al grado di tenente sino a divenire aiutante di reggimento. Venne ferito nel corso del conflitto.
Entrò successivamente nel Reichswehr ove ottenne il comando di diverse divisioni di panzer. Nel settembre del 1939 prese parte alla conquista della Polonia e dal maggio al giugno dell'anno successivo fu in Francia.
Dal 22 giugno 1941 prese parte alla campagna militare in Russia sino al gennaio del 1942 quando venne inviato in Africa come comandante di reggimento. Nel giugno del 1942 venne promosso colonnello e nel settembre di quello stesso anno, gravemente ferito, venne rimpatriato temporaneamente. Nel 1943 venne promosso ispettore dell'esercito.
Dal febbraio 1944 tornò attivamente in campo come comandante della 1. Panzer Division di stanza nell'attuale Ucraina occidentale. Dall'aprile del 1944 venne promosso al grado di maggiore generale. Nel febbraio del 1945 venne promosso comandante della 21. Panzer Division con la quale venne coinvolto in alcuni scontri sul fiume Oder. Il 20 aprile di quello stesso anno venne promosso tenente generale e venne infine catturato nel maggio successivo dai sovietici. Nel 1955 venne rilasciato dal campo di prigionia di Woikowo e fece ritorno in Germania dove morì nel 1967.